# Lindera balansae
Lindera balansae är en lagerväxtart som beskrevs av Paul Lecomte. Lindera balansae ingår i släktet Lindera och familjen lagerväxter. Inga underarter finns listade i Catalogue of Life.